# Al-Mukharram
Al-Mukharram is een plaats in het Syrische gouvernement Homs en telt 9.640 inwoners (2008).